# Joël Bouzou
Joël Bouzou, född den 30 oktober 1955 i Figeac, Frankrike, är en fransk idrottare inom modern femkamp.
Han tog OS-brons i lagtävlingen i samband med de olympiska tävlingarna i modern femkamp 1984 i Los Angeles.